# Le Cardinal du Kremlin
Le Cardinal du Kremlin (titre original : The Cardinal of the Kremlin) est un roman d'espionnage, doublé d'un thriller, de Tom Clancy, paru en 1988. Il fait suite au roman Octobre rouge du même auteur et a également pour héros le personnage de Jack Ryan.

## Résumé
Russes et Américains se livrent une course sans merci pour construire l'IDS, système de défense anti-missiles (laser). Dans cette course tous les coups sont permis, en particulier l'espionnage. Du côté américain, la CIA se sert de leur agent principal au Ministère de la Défense d'URSS (Le Cardinal) pour se tenir au courant du programme russe. Mais au passage, ils mettent involontairement la puce à l'oreille du KGB, qui démasque enfin le Cardinal et son réseau d'espions.
C'est alors que l'ambitieux directeur du KGB, Nikolai Gerasimov, a l'idée de se servir de son succès a des fins politiques. En révélant au Politburo l'étendue du réseau américain à l'intérieur du gouvernement soviétique, il compte faire tomber en disgrâce certains de ses membres clés, notamment le Ministre de la Défense et les autres alliés du secrétaire général Andrei Illitch Narmonov. Ce dernier se retrouverait alors seul et sans alliés, ce qui laisserait le champ libre a Gerasimov pour s'emparer du pouvoir suprême.
Lorsque la CIA se rend compte des machinations de Gerasimov, elle réalise aussi que sa prise du pouvoir signifierait une fin aux réformes de Narmonov, et à leur meilleur espoir de paix avec l'URSS. C'est alors à Jack Ryan de trouver au plan audacieux pour contrecarrer Gerasimov tout en sauvant le Cardinal des griffes du KGB.

## Personnages importants
- Le Cardinal
- Serguei Golovko
- Nikolai Gerasimov, directeur du KGB
- le colonel Vatunine
- Mary Patricia Foley et son mari Edward Foley
- Andrei Illitch Narmonov
- Jack Ryan
- Alan Gregory
- l'Archer.
- Gennady Bondarenko

## Lieux
- Moscou
- Tadjikistan
- Afghanistan
- Divers lieux aux États-Unis